# Jovan Nikolaidis
Jovan Nikolaidis (* 11. Juli 1950 in Ulcinj, Föderative Volksrepublik Jugoslawien) ist ein montenegrinischer Schriftsteller, Verleger und Kulturaktivist. Er engagiert sich intensiv für den kulturellen Dialog zwischen den Literaten Montenegros und den Schriftstellern in den Nachbarländern Kroatien, Bosnien und Herzegowina sowie Albanien.
Von 1974 bis 1990 lebte Nikolaidis in Sarajevo, wo er als Journalist bei der Zeitung Oslobođenje arbeitete. Seit 1990 lebt er wieder in seiner Geburtsstadt Ulcinj, wo er als Schriftsteller, Redakteur und Direktor der Kulturvereinigung Plima tätig ist. Hauptziel dieses von Nikolaidis mitbegründeten Kulturvereins ist die Förderung des kulturellen Pluralismus in Montenegro. Deshalb gibt Nikolaidis die zweisprachige (serbisch/albanisch) Kulturzeitschrift Plima - Batica heraus. Außerdem verlegt er insbesondere die Werke jüngerer montenegrinischer Autoren wie Ognjen Spahic, Aleksandar Becanovic und Dragana Tripkovic.
Seit 1998 gibt er die Tageszeitung Kronika heraus. Dies ist die einzige politisch unabhängige Zeitung Montenegros in albanischer Sprache.
Nikolaidis ist regelmäßiger Gast auf dem von seinem albanischen Freund Arian Leka in Durrës veranstalteten Poesiefestival Poeteka. Zur Leipziger Buchmesse las er im März 2009 auf Einladung der Robert-Bosch-Stiftung aus seinen Werken.

## Werke
- Ulcinjska pisma, politische Chronik 2 Bde. (1998 u. 2004)
- Valdinos 33, Roman (2000)
- Velaskez opet, Novelle (2004)
- Fosforne brojanice, politische Chronik (2005) ISBN 86-85727-05-7
- Valdinos. Pripovijesti, Kurzroman (2008) ISBN 978-953-249-057-2
- Rane pjesme, Gedichte (2008) ISBN 978-86-84013-06-6
- Crnogorska Krivica, politische Essays (2009) ISBN 978-953-6296-85-9
- Dnevnik o ništavilu, Novelle (2009) ISBN 978-9940-9236-0-0